# Піта червоночерева
Піта червоночерева (Erythropitta erythrogaster) — вид горобцеподібних птахів родини пітових.

## Поширення
Піта червоночерева поширена в Австралії, Індонезії, Папуа Новій Гвінеї та на Філіппінах. Мешкає в субтропічних та тропічних вологих лісах.